# Europa Cup (korfbal) 1972
De Europacup korfbal 1972 was de 6e editie van dit internationale korfbaltoernooi. 
Het deelnemersveld bestond uit 2 teams uit 3 landen, namelijk Nederland, België en Groot-Brittannië. Van elk deelnemend land werd 1 team in 1 poule geplaatst. Na een kleine poulefase volgden de finalewedstrijden.

## Deelnemers
Poule A
| Club          | Plaats    | Poule |
| ------------- | --------- | ----- |
| Ons Eibernest | Den Haag  | A     |
| AKC           | Antwerpen | A     |
| Bec           | Londen    | A     |

Poule B
| Club      | Plaats    | Poule |
| --------- | --------- | ----- |
| ROHDA     | Amsterdam | B     |
| Mercurius | Hoboken   | B     |
| Mitcham   | Londen    | B     |

## Het Toernooi

### Poulefase Wedstrijden
Poule A
| Thuisploeg    |   | Uitploeg | Uitslag |
| ------------- | - | -------- | ------- |
| Ons Eibernest | - | Bec      | 11-1    |
| Ons Eibernest | - | AKC      | 12-4    |
| AKC           | - | Bec      | 5-4     |

Poule B
| Thuisploeg |   | Uitploeg  | Uitslag |
| ---------- | - | --------- | ------- |
| ROHDA      | - | Mercurius | 10-4    |
| ROHDA      | - | Mitcham   | 6-0     |
| Mercurius  | - | Mitcham   | 5-5     |

## Finales
| 5e&6e plaats |           |   |
|              |           |   |
|              | Bec       | 4 |
|              | Mercurius | 6 |

| 3e&4e plaats |         |    |
|              |         |    |
|              | AKC     | 13 |
|              | Mitcham | 1  |

| Finale |               |   |
|        |               |   |
| A1     | Ons Eibernest | 2 |
| B1     | ROHDA         | 4 |

| Kampioen EuropaCup 1972 |
| ----------------------- |
| ROHDA Eerste titel      |

## Eindklassement
| Positie | Club          |
| ------- | ------------- |
| Goud    | ROHDA         |
| Zilver  | Ons Eibernest |
| Brons   | AKC           |
| 4       | Mitcham       |
| 5       | Mercurius     |
| 6       | Bec           |